# Darkman
Darkman (también conocida como Darkman: El hombre sin rostro en Hispanoamérica), es una película de acción y suspense, estrenada en 1990 y dirigida por Sam Raimi y protagonizada por Liam Neeson. La trama gira en torno a un científico que tras ser desfigurado y dado por muerto por un grupo de mafiosos decide vengarse usando un revolucionario invento que le permite adquirir la apariencia de cualquier persona durante 99 minutos.
La historia de la película nació en un relato corto del propio Raimi, en el que rendía homenaje a las películas de terror de la Universal de 1930. Joel e Ethan Coen, a pesar de no estar acreditados, revisaron varias veces el guion original debido a su gran amistad con Raimi.

## Sinopsis
El científico Doctor Peyton Westlake es un piadoso y amable científico que está desarrollando un nuevo tipo de piel sintética para ayudar a las víctimas de graves quemaduras. Se siente frustrado porque no consigue subsanar el hecho de que la piel se desintegre rápidamente después de 99 minutos. Mientras, su novia, la abogada Julie Hastings, descubre el memorándum Bellasarious, un documento incriminatorio que demuestra que el empresario Louis Strack ha estado sobornando a miembros de la comisión de zonificación de la ciudad. Por la mañana, antes de que ella se vaya, Westlake le pide que se case con él, pero ella no responde. Cuando se enfrenta a Strack, confiesa, pero muestra a Julie lo que ha estado planeando: Diseñar una nueva ciudad que crearía un número sustancial de nuevos empleos. También le advierte a Julie que se mantenga alerta pues el mafioso Robert Durant quiere el documento.
En el laboratorio de Westlake, el científico está realizando un experimento cuando sucede un apagón durante el cual Westlake y su asistente Yakatito, comprueban que la piel sintética es estable después de 100 minutos. Westlake deduce que la piel sintética es fotosensible. Pero su alegría es de corta duración ya que Durant y sus secuaces se presentan y exigen el memorándum Bellasarious, del cual Westlake no sabe nada. Mientras buscan el documento, Durant y su pandilla matan a Yakatito, golpean a Westlake, queman sus manos y mojan su cara en ácido. Tras encontrar el documento, hacen explotar el laboratorio, dejando a Julie que regresaba ver la explosión. 
La deflagración lanza a Westlake a través del techo hasta el río, donde sobrevive, pero horriblemente quemado. Sin saberse su identidad, es llevado a un hospital y declarado desahuciado, por lo que, como medida piadosa para que no sufra en sus últimas horas, le cortan los nervios del tracto espino talámico para que pierda el sentido del tacto y ya no sienta dolor físico. Sin embargo, como efecto secundario, de llegar a sobrevivir, la pérdida de esta entrada sensorial le daría una mayor fuerza debido a la sobrecarga suprarrenal y evitaría que sus lesiones lo incapacitaran, pero su ausencia también lo desestabiliza mentalmente ya que su cerebro incrementará desproporcionadamente la intensidad de sus emociones para intentar compensar la súbita reducción de estímulos sensoriales a la que está habituado.
Contra todo pronóstico Peyton despierta, huye del hospital y de un basurero recupera un abrigo negro y un sombrero de ala ancha que utiliza para vestirse a partir de ese momento, posteriormente regresa a su lugar de trabajo, descubriendo tanto el desastre como el que está monstruosamente desfigurado.
Tras recuperar desde los escombros toda las maquinaria e instrumentos que aun sirven, establece su laboratorio en un edificio abandonado, utilizando su equipo para digitalizar imágenes y una impresora 3D que moldea la piel sintética Peyton intenta usar su invención para recuperar su aspecto, pero la única foto de su rostro que posee esta parcialmente dañada, por lo que el proceso de reconstrucción de la imagen tardará semanas, tiempo que decide utilizar para intentar perfeccionar la piel. Desgraciadamente, los constantes fracasos ponen al límite su ahora inestable paciencia y frágil cordura, despertando en él un deseo de venganza contra Durant y sus hombres. 
Como primer paso mata a Rick, el favorito de Durant, después de forzarlo a revelar las identidades de los involucrados y sus actividades delictivas. Entonces estudia a sus enemigos, para someterlos y suplantarlos. Cuando su máscara está completa, Westlake se presenta ante Julie y logra convencerla de que realmente estaba vivo, pero en coma, en lugar de muerto. Es consciente de que Julie ha estado saliendo con Strack después de su supuesta muerte, a lo que ella responde que Strack solo la consoló. Westlake no le dice a Julie acerca de su condición, pero le hace varias preguntas sobre si ella lo aceptaría, independientemente de su apariencia.
Westlake ahora tiene una agenda completa: hacer que la piel dure más de 99 minutos, visitar a Julie, estudiar a sus enemigos e incluso imitar sus patrones de voz para asumir sus identidades para causar confusión, sembrar discordia y robar el dinero sucio que obtienen para financiar su investigación. 
Cuando Westlake y Julie tienen una cita en el carnaval, un altercado con un feriante hace que Westlake pierda el control, ataque al hombre y revele ante Julie que hay algo mal en él. Ella lo sigue mientras él huye después que los 99 minutos de su máscara acaben y cuando descubre los restos de su máscara desechada, le dice a Peyton que lo ama de todos modos. 
Julie visita a Strack para explicarle que ya no puede verlo, pero descubre el memorándum Bellasarious en su escritorio, confirmando que Strack colaboró con Durant todo el tiempo. Ella le revela que Westlake todavía está vivo, pero Strack le dice que mientras tenga el memorándum, no se pueden presentar cargos. Cuando Julie se va, Durant entra y Strack le ordena capturarla y matar a Westlake. Tras secuestrar a Julie, los mafiosos atacan el laboratorio, pero son neutralizados y eliminados sistemáticamente, desembocando todo con Durant disparándole a Westlake desde un helicóptero hasta que éste logra hacerlo estrellarse.
Tras sobrevivir al choque, Durant se reúne con Strack en su edificio en construcción con la cautiva Julie de la que pretende deshacerse. Sorprendentemente Strack revela que Durant es en realidad Westlake, a quien descubrió ya que no conocía detalles sobre la vida del mafioso, iniciando una pelea en lo alto de la estructura en construcción. Westlake consigue derrotarlo y evita que caiga al vacío, por lo que Strack señala estar seguro de que no lo matará ya que sería algo con lo que no podría vivir. Sin embargo, Westlake deja caer a Strack a sangre fría comentando: "Estoy aprendiendo a vivir con muchas cosas". 
Tras ver la verdadera apariencia de Peyton, Julie intenta convencerlo de que todavía pueden volver a su vieja vida, pero este explica que mientras pasaban los días fue consciente de que también ha cambiado en el interior y no puede someter a nadie a su nueva naturaleza violenta, por lo que no puede volver con ella. 
En la escena final Julie lo persigue al bajar del ascensor del edificio, pero Peyton ya se ha puesto otra máscara, mezclándose entre la gente de la calle. Durante esta escena, Westlake afirma fuera de la pantalla: "...soy todo el mundo y nadie, en todas partes, en ninguna parte, llámame... Darkman."

## Reparto
- Liam Neeson es Peyton Westlake/Darkman
- Frances McDormand es Julie Hastings
- Colin Friels es Louis Strack Jr.
- Larry Drake es Robert G. Durant
- Ted Raimi es Ricky
- Dan Hicks es Skip
- Nelson Mashita es Yakatito
- Jessie Lawrence Ferguson es Eddie Black
- Rafael H. Robledo es Rudy Gúzman
- Nicholas Worth es Pauly
- Dan Bell es Smiley
- Bruce Campbell tiene un cameo al final de la película, como el último disfraz visto de Peyton.
- Sam Raimi hace un cameo como un interno del hospital.

## Producción
Sam Raimi tenía mucho interés en adaptar un cómic a una película. Sin embargo él no tuvo éxito al respecto y por ello decidió crear su propio cómic. Su idea inicial era crear un personaje que pudiese cambiar de rostro y escribió de esa manera una historia que tenía 40 páginas. En 1987 Raimi envió su proyecto a Universal Pictures. Les gustó la idea y dieron luz verde al proyecto con la condición que consiguiera un guionista para que diera cuerpo a la historia, cosa que hizo. Ese guionista fue Chuck Pfarrer y también reclutó a su hermano Ivan Raimi para ello, ya que, como médico, podía ayudar en el aspecto médico y científico de la película. También el estudio recluto a guionistas. Fueron los hermanos, los cuales agregaron últimos detalles.
Una vez arreglado también el presupuesto que llegó a tener 16 millones de dólares, se llevó a cabo el casting, que fue laborioso. Se sugirió que Bruce Campbell, Gary Oldman y Bill Paxton hiciesen el papel principal, pero al final fue Liam Neeson el que lo obtuvo. Para le papel de Julie Hastings se pensó en Julia Roberts, Demi Moore y Bridget Fonda, pero fue Frances McDormand la que lo obtuvo.
Finalmente se empezó a rodar la película. Se filmó entre abril y agosto de 1989 en varias localizaciones de Los Ángeles para luego proyectarla a puerta cerrada. Allí hubo problemas a causa de discrepancias entre Raimi y el productor Tapert. Sin embargo también fueron solucionadas y se estrenó finalmente la película el 24 de agosto de 1990.

## Recepción
La primera película de acción de Liam Neeson, Darkman, fue en general bien recibida por la crítica y tuvo éxito en taquilla, recaudando casi 49 millones de dólares en todo el mundo. Este éxito generó dos secuelas directas a vídeo: Darkman II: The Return of Durant (1995) y Darkman III: Die Darkman Die (1996), así como cómics, videojuegos y figuras de acción. Neeson no protagonizó las dos secuelas para vídeo doméstico.
Gracias a su carismático protagonista (con fuertes reminiscencias de El fantasma de la ópera), ritmo ágil, excelentes efectos especiales (predigitales) y de maquillaje (el maquillador Tony Gardner también interpreta al fenómeno exhibido en la feria), banda sonora de Danny Elfman y estética de cómic puro, con el tiempo, se convirtió en una película de culto.